# Marshita
La marshita és un mineral de la classe dels halurs que pertany al grup de la clorargirita.

## Característiques
La marshita és un halur, un iodur de coure, amb fórmula química CuI. Cristal·litza en el sistema isomètric. Es troba formant tetraedres, arrodonits i estriats en {100}, {113}, i {223}, o en crostes. La seva duresa a l'escala de Mohs és 2,5. És un mineral isostructural amb la nantokita, i forma una sèrie de solució sòlida amb la miersita degut a la intervenció de la plata. Es coneix una varietat de marshita que conté plata, la cuproiodargirita, amb una relació aproximada 1:1 de coure:plata.
Segons la classificació de Nickel-Strunz, la marshita pertany a «03.AA - Halurs simples, sense H₂O, amb proporció M:X = 1:1, 2:3, 3:5, etc.» juntament amb els següents minerals: miersita, nantokita, UM1999-11:I:CuS, tocornalita, iodargirita, bromargirita, clorargirita, carobbiïta, griceïta, halita, silvina, vil·liaumita, salmiac, UM1998-03-Cl:Tl, lafossaïta, calomelans, kuzminita, moschelita, neighborita, clorocalcita, kolarita, radhakrishnaïta, challacolloïta i hephaistosita.

## Formació i jaciments
És un mineral rar que es troba a les zones d'oxidació dels dipòsits metamorfosats de plom, zinc i plata. Sol trobar-se associada a altres minerals com: limonita, òxids de manganès, cuprita, coure o cerussita. Va ser descoberta l'any 1892 a la mina Broken Hill Proprietary, a Broken Hill (Nova Gal·les del Sud, Austràlia). També ha estat descrita a Xile, Alemanya, Rússia i Sud-àfrica. La varietat cuproiodargirita ha estat trobada a la mina San Agustin (Regió de Tarapacá, Xile) i a la mina Friedrichssegen (Renània-Palatinat, Alemanya).